# يوم الصديق
يوم الصديق هو يوم مقترح للاحتفال بالصداقة. خلفيتها هي حملة الصداقة العالمية التي تم تأسيسها في باراغواي في عام 1958،  والتي يتم الاحتفال بها في 30 يوليو من كل عام تحت مسمى يوم الصداقة. بينما في بلدان أمريكا اللاتينية الأخرى يتم الاحتفال به في تواريخ مختلفة. في الأرجنتين والبرازيل وأوروغواي، كان ذلك الاقتراح هو الأكثر انتشارًا في اليوم الذي وصل فيه البشر إلى القمر (20 يوليو 1969).
في يوم 27 أبريل 2011 ، قررت الجمعية العامة للأمم المتحدة أخيرًا دعوة الدول الاعضاء جميعا للاحتفال باليوم العالمى للصداقة في 30 يوليو من كل عام، كان ذلك بعد الاقتراح الأصلي الذي دعت له حملة الصداقة العالمية.

## المصدر
حملة الصداقة العالميه
خلال القرن العشرين (20)، كانت هناك العديد من المبادرات للاحتفال بيوم للصداقة في مناطق متنوعة من العالم. في الولايات المتحدة وأجزاء من آسيا، تم الكشف عنها في يوم الأحد الأول من شهر أغسطس باعتباره يوم لتقديم التحيات والهدايا بين الأصدقاء، وتم تنظيم احتفالات مماثلة في دول مختلفة من أمريكا الجنوبية وأوروبا أيضا في تواريخ مختلفة. في بلدان مثل الأرجنتين وأوروغواي وباراغواي، لذلك فإن يوم الصديق مترسخ بعمق في المجتمع.
كانت المبادرة تهدف لإقامة يوم للصديق معترف به دولياً له سابقة تاريخية تدعى حملة الصداقة العالمية، والتي كانت حملة مؤيدة لإعطاء قيمة للصداقة بين البشر وتعزيزها، بشكل يسمح بتعزيز ثقافة السلام. قد ابتكرها الدكتور رامون أرتيميو براشو في بويرتو بيناسكو، باراغواي في عام 1958 . إستنادا على هذه الفكرة، تم تحديد يوم 30 يوليو باعتباره يوم للصداقة . في باراغواي، تُستغل عشية 30 يوليو لشراء هدايا للأصدقاء المقربين والأزواج، والحفلات في الحانات والنوادي أو العشاء بين الأصدقاء المقربين شائعة جدًا. تعد أيضا لعبة «الصديق الخفي» لعبة تقليدية، حيث يتم كتابة أسماء جميع أعضاء المجموعة على أوراق صغيرة وتوزيعها ويتم منح الشخص الذي تم اختياره (سراً) هدية في اليوم الثلاثين. تُمارس هذه العادة على نطاق واسع في أسونسيون ومدن باراغواي الأخرى في المدارس وأماكن العمل.

### قرار الأمم المتحدة
في يوم 27 أبريل 2011 ، خلال الدورة الخامسة والستين من دورات الجمعية العامة للأمم المتحدة، في إطار معالجة ثقافة السلام ، «تم الاعتراف بفائدة الصداقة وأهميتها وعُرفت على أنها شعور نبيل وقيِّم في حياة البشر من جميع انحاء العالم» وتقرر تعيين يوم 30 يوليو من كل عام يومًا دوليًا للصداقة ، وفقًا للاقتراح الأصلي الذي دُعم من قبل حملة الصداقة العالمية.
قد قُدمت المبادرة بصورة مشتركة بواسطة 43 دولة اشتملت على
(اسبانيا وتقريبا جميع دول أمريكا الجنوبية) وتم قبولها بالاجماع بواسطة أعضاء الجمعية العامة للأمم المتحدة.

## في بلدان مختلفة
في الأرجنتين والبرازيل وأوروغواي، يتم الاحتفال به في 20 يوليو. في الأرجنتين، يكرم هذا التاريخ العمل الذي قام به إنريكي إرنستو فيبرارو الذي أرسل 1000 بطاقة بريدية إلى جميع انحاء العالم كله في اليوم الذي هبط فيه الإنسان على سطح القمر. ذلك وفقًا لما قاله مؤلف المبادرة في العديد من المقابلات، «كانت لديه هذه الفكرة لفترة طويلة»،  على الرغم من أن تصريحات فيبرارو للصحافة قد كانت محيرة بشأن ما أدت إليه حقًا. وفقًا لما ذكر في إحدى الصحف، عندما سمع أن هبوط الفرقة كان بادرة صداقة، من البشرية إلى الكون، خطر له أن هذا قد يكون يوم للصديق،  لهذا السبب إرسال ألف بطاقة بريدية إلى جميع انحاء العالم.
من مكتبه في لوماس دي زامورا، في بوينس آيرس، كان قد أرسل ألف رسالة إلى مائة دولة، لكنه قد تلقى فقط منها 700 رد. فا انتهى به الأمر بعد ذلك إلى تسجيل براءة اختراع فكرته في سجل الملكية الفكرية في عام 1972، ثم بعد ذلك تبرع بها لنادي الروتاري، الذي كان في الاساس عضوًا فيه.ئ بعد عقد من صعود نيل أرمسترونغ على سطح القمر، خلال فترة الحكم العسكري، انشات حكومة مقاطعة بوينس آيرس بموجب المرسوم 235/79، اعلان بإضفاء الطابع الرسمي على يوم الصديق.
في بوليفيا، يتم الاحتفال بتاريخين، الأول في 23 يوليو من كل عام، ما يطلق علية «يوم الصداقة»، والثاني في 21 سبتمبر، وهو يوم يحظى بذكرى جيدة في المجتمع، ولقد بدا الاحتفال به منذ بداية الربيع رسميًا. أيضا بنفس الطريقة يتم الاحتفال بيوم الحب والشباب.
في تشيلي لم يكن لهاذا اليوم وجود رسمي. على مر السنين، كانت هناك عدة محاولات لتأسيسه: كانت اولى المحاولات في أول جمعة من أكتوبر (بواسطة القديس فرنسيس الأسيزي)، وايضا في 14 فبراير (باسم «عيد الحب والصداقة»)، وما إلى ذلك، ولكن لم يكن لها صدى دائم بين الجماهير. وكانت المحاولة الأخيرة، التي بدأت عام 2010، تهدف إلى تأسيسها في 20 تموز / يوليو. على الرغم من الترويج لها بشكل كبير من قبل سلاسل المطاعم، إلا أنها لم تكن الأكثر قبولا من بين المحاولات السابقة.
على الرغم من أن البعض يؤكد أن يوم الصداقة الدولي في إسبانيا هو في يوم 20 يوليو، إلا انه لا يُظهر أي تقويم إسباني يوم عطلة احتفالًا بهذة المناسبة.
في كولومبيا، يتم الاحتفال به في السبت الثالث من شهر مارس منذ عام 2012. [بحاجة لمصدر] لكن يوم 14 فبراير يبدأ في أن يصبح أكثر شيوعًا وترحيبيًا بالاحتفال بعيد الحب أو «يوم العشاق» لهذا السبب لن يتم الاحتفال بيوم الصداقة في هذا اليوم، وبالمثل وفقًا لـ FENALCO ، في 20 سبتمبر 2014، سيستمر الاحتفال بيوم الحب والصداقة دون التخلي عن لعبة «الصديق السري» التقليدية.
في الولايات المتحدة، في الأحد الأول من شهر أغسطس يتم الاحتفال بى اليوم الدولى للصداقة
تعود أصول الاحتفالات في باراغواي إلى حملة الصداقة العالمية التي كانت قد تأسست في هذا البلد قديما في عام 1958. منذ هذا العام، قد تم تحديد يوم 30 يوليو باعتباره يوم الصداقة . في عام 2011، أعلنت الأمم المتحدة يوم 30 يوليو يومًا عالميًا للصداقة .
في بيرو، بواسطة مبادرة من مجموعة من البيروفيين الذين سافروا إلى الأرجنتين في عام 2004 وشاهدوا احتفالات يوم الصديق في ذلك البلد وسعوا بحثا إلى تعزيز القيم البيروفية للصداقة الحقيقية، فقد تم إنشاء حركة اجتماعية في أوائل أبريل 2009 بهدف إضفاء الطابع المؤسسي والرسمى على «يوم الصديق» في بيرو. قد بدا الاحتفال بيوم الصديق في بيرو من عام 2009 في السبت الاول من شهر يوليو بمبادرة من شركة مصنع الجعة Backus and Johnston.
في فنزويلا والمكسيك وبيرو والإكوادور وبنما وجمهورية الدومينيكان، في يوم 14فبراير يتم الاحتفال بيوم الحب والصداقة.

## روابط خارجية
- تاريخ هذا اليوم.
- الأمم المتحدة تقيم «اليوم العالمي للصداقة»